# Новосюлки (гмина Залесе)
Новосюлки (пол. Nowosiółki) — деревня в Бяльском повете Люблинского воеводства Польши. Входит в состав гмины Залесе. По данным переписи 2011 года, в деревне проживало 144 человека.
В период с 1975 по 1998 годы входила в состав Бяльскоподляского воеводства.

## География
Деревня расположена на востоке Польши, на левом берегу реки Кшны, на расстоянии приблизительно 21 километра к северо-востоку от города Бяла-Подляска, административного центра повета. Абсолютная высота — 135 метров над уровнем моря. К востоку от населённого пункта проходит национальная автодорога 68.

## Климат
Климат характеризуется как влажный континентальный с тёплым летом (Dfb  в классификации климатов Кёппена). Среднегодовая температура воздуха составляет 7,5 °C. Средняя температура самого холодного месяца (января) составляет −4,3 °С, самого жаркого месяца (июля) — 18,5 °С. Расчётная многолетняя норма осадков — 533 мм.

## Население
Демографическая структура по состоянию на 31 марта 2011 года:
|         | Всего | До трудоспособного возраста | Трудоспособного возраста | Старше трудоспособного возраста |
| ------- | ----- | --------------------------- | ------------------------ | ------------------------------- |
| Мужчины | 74    | 18                          | 46                       | 10                              |
| Женщины | 70    | 15                          | 35                       | 20                              |
| Всего   | 144   | 33                          | 81                       | 30                              |